# Кубок Інтертото 2007

Регіони на мапі

Кубок Інтертото 2007 — 13-й розіграш Кубка Інтертото (під егідою УЄФА). Жеребкування пройшло в штаб-квартирі УЄФА в Ньйоні, Швейцарія 23 квітня 2007.
11 переможців третього раунду отримали право брати участь у Кубку УЄФА із другого кваліфікаційного раунду. Переможцем Кубка стала команда, яка досягла найбільшого прогресу в турнірній сітці Кубка УЄФА. Нею стала німецька команда Гамбург.

## Перший раунд
Перші матчі були зіграні 23 та 24 червня 2007 року, матчі-відповіді — 30 червня та 1 липня 2007 року.
| Команда 1                          | Заг.                               | Команда 2                          | 1-й матч                           | 2-й матч                           |
| Південно-Середземноморський регіон | Південно-Середземноморський регіон | Південно-Середземноморський регіон | Південно-Середземноморський регіон | Південно-Середземноморський регіон |
| ---------------------------------- | ---------------------------------- | ---------------------------------- | ---------------------------------- | ---------------------------------- |
| Глорія (Бистриця)                  | 3:2                                | Грбаль                             | 2:1                                | 1:1                                |
| Загреб                             | 2:2 (ч)                            | Влазнія                            | 2:1                                | 0:1                                |
| Етнікос Ахнас                      | 1:2                                | Македонія Гьорче Петров            | 1:0                                | 0:2                                |
| Біркіркара                         | 1:5                                | Марибор                            | 0:3                                | 1:2                                |
| Сан-Жулія                          | 4:6                                | Славія (Сараєво)                   | 2:3                                | 2:3                                |
| Центрально-східний регіон          |                                    |                                    |                                    |                                    |
| Тобол                              | 3:2                                | Зестафоні                          | 3:0                                | 0:2                                |
| Шахтар Солігорськ                  | 4:3                                | Арарат                             | 4:1                                | 0:2                                |
| Баку                               | 2:2 пен. 1:3                       | Дачія                              | 1:1                                | 1:1 дч                             |
| Діфферданж 03                      | 0:5                                | Слован                             | 0:2                                | 0:3                                |
| Північний регіон                   |                                    |                                    |                                    |                                    |
| Кліфтонвілль                       | 2:1                                | Дінабург                           | 1:1                                | 1:0                                |
| Гаммарбю                           | 3:1                                | Клаксвік                           | 1:0                                | 2:1                                |
| Гонка                              | 4:2                                | ТВМК                               | 0:0                                | 4:2                                |
| Валюр                              | 1:2                                | Корк Сіті                          | 0:2                                | 1:0                                |
| Ветра                              | 6:6 (ч)                            | Лланеллі                           | 3:1                                | 3:5                                |

## Другий раунд
Перші матчі відбулись 7 та 8 липня 2007 року, матчі-відповіді — 14 та 15 липня 2007 року.
| Команда 1                          | Заг.                               | Команда 2                          | 1-й матч                           | 2-й матч                           |
| Південно-Середземноморський регіон | Південно-Середземноморський регіон | Південно-Середземноморський регіон | Південно-Середземноморський регіон | Південно-Середземноморський регіон |
| ---------------------------------- | ---------------------------------- | ---------------------------------- | ---------------------------------- | ---------------------------------- |
| Славія (Сараєво)                   | 0:3                                | Оцелул                             | 0:0                                | 0:3                                |
| Македонія Гьорче Петров            | 0:7                                | Черно море                         | 0:4                                | 0:3                                |
| Марибор                            | 2:5                                | Хайдук (Кула)                      | 2:0                                | 0:5                                |
| Трабзонспор                        | 10:0                               | Влазнія                            | 6:0                                | 4:0                                |
| Маккабі (Хайфа)                    | 2:2 пен. 2:3                       | Глорія (Бистриця)                  | 0:2                                | 2:0 дч                             |
| Центрально-східний регіон          |                                    |                                    |                                    |                                    |
| Дачія                              | 1:1 пен. 3:0                       | Санкт-Галлен                       | 1:0                                | 0:1 дч                             |
| Залаеґерсеґ                        | 0:5                                | Рубін                              | 0:3                                | 0:2                                |
| Рапід                              | 3:2                                | Слован                             | 3:1                                | 0:1                                |
| Чорноморець                        | 6:2                                | Шахтар Солігорськ                  | 4:2                                | 2:0                                |
| Тобол                              | 3:1                                | Слован                             | 1:1                                | 2:0                                |
| Північний регіон                   |                                    |                                    |                                    |                                    |
| Гонка                              | 3:3 (ч)                            | Ольборг                            | 2:2                                | 1:1                                |
| Ветра                              | 3:0                                | Легія                              | 3:0*                               | +:-                                |
| Гент                               | 6:0                                | Кліфтонвілль                       | 2:0                                | 4:0                                |
| Корк Сіті                          | 1:2                                | Гаммарбю                           | 1:1                                | 0:1                                |

* - матч був перерваний на початку другого тайму за рахунку 2:0 через заворушення на трибунах. 11 липня 2007 року рішенням Контрольно-дисциплінарної інстанції УЕФА «Легія» виключена із чинного Кубка Інтертото та дискваліфікована на один єврокубковий сезон через заворушення за участі польських вболівальників. Польському клубу зараховано поразку з рахунком 0:3.

## Третій раунд
Перші матчі були зіграні 21 та 22 липня 2007 року, матчі-відповіді — 28 та 29 липня 2007 року. 11 переможців увійшли у другий кваліфікаційний раунд Кубка УЄФА.
| Команда 1                          | Заг.                               | Команда 2                          | 1-й матч                           | 2-й матч                           |
| Південно-Середземноморський регіон | Південно-Середземноморський регіон | Південно-Середземноморський регіон | Південно-Середземноморський регіон | Південно-Середземноморський регіон |
| ---------------------------------- | ---------------------------------- | ---------------------------------- | ---------------------------------- | ---------------------------------- |
| Хайдук (Кула)                      | 2:4                                | Уніау Лейрія                       | 1:0                                | 1:4 дч                             |
| Черно море                         | 0:2                                | Сампдорія                          | 0:1                                | 0:1                                |
| Глорія (Бистриця)                  | 2:2 (ч)                            | Атлетіко (Мадрид)                  | 2:1                                | 0:1 дч                             |
| Оцелул                             | 4:2                                | Трабзонспор                        | 2:1                                | 2:1                                |
| Центрально-східний регіон          |                                    |                                    |                                    |                                    |
| Тобол                              | 2:0                                | ОФІ                                | 1:0                                | 1:0                                |
| Дачія                              | 1:5                                | Гамбург                            | 1:1                                | 0:4                                |
| Чорноморець                        | 1:3                                | Ланс                               | 0:0                                | 1:3                                |
| Рапід                              | 3:1                                | Рубін                              | 3:1                                | 0:0                                |
| Північний регіон                   |                                    |                                    |                                    |                                    |
| Ветра                              | 0:6                                | Блекберн Роверз                    | 0:2                                | 0:4                                |
| Гаммарбю                           | 1:1 (ч)                            | Утрехт                             | 0:0                                | 1:1                                |
| Гент                               | 2:3                                | Ольборг                            | 1:1                                | 1:2                                |

## Підсумки
Вісім з одинадцяти клубів, які пробились в Кубок УЄФА через Кубок Інтертото виграли свої кваліфікаційні матчі і пройшли до першого раунду. П'ять із цих клубів пройшли до групового етапу Кубка УЄФА, чотири — пробились до 1/16 фіналу. Клуб Гамбург пройшов до 1/8 фіналу, таким чином ставши переможцем Кубка Інтертото.
- Гамбург (переможець) (1/8 фіналу, програш клубу Баєр 04)
- Атлетіко (Мадрид) (1/16 фіналу, програш клубу Болтон Вондерерз)
- Ольборг (Груповий етап, четверте місце в групі G)
- Сампдорія (Перший раунд, програш клубу Ольборг)
- Блекберн Роверз (Перший раунд, програш клубу Лариса)
- Ланс (Перший раунд, програш клубу Копенгаген)
- Уніау Лейрія (Перший раунд, програш клубу Баєр 04)
- Рапід (Перший раунд, програш клубу Андерлехт)
- Гаммарбю (Перший раунд, програш клубу Брага)
- Оцелул (Другий кваліфікаційний раунд, програш клубу Локомотив (Софія))
- Тобол (Другий кваліфікаційний раунд, програш клубу Дискоболія)